# Абакнонский язык
Абакнонский язык — язык народа абакнон, принадлежит к сама-баджавской ветви филиппинских языков (австронезийская семья).
Распространён на Филиппинах. Общая численность говорящих — 21 400 человек, из которых 13 400 проживают на острове Капул (провинция Северный Самар).
Письменность использует латинский алфавит. На абакнонском языке ведётся обучение в школах, читать и писать на нём умеют 11 тысяч человек.
Помимо абакнонского, 14 тысяч его носителей владеют также тагальским, английским, бикольскими, сама или себуанским языком. Основные занятия — земледелие: выращивание риса, добыча копры, а также рыболовство. Исповедуют христианство.